# Суздалка (Ярославль)
Су́здалка — жилой район Ярославля вокруг Суздальского шоссе, ограниченный Московским проспектом, проспектом Фрунзе, улицами Журавлёва и Пожарского и улицей Калинина. Входит в состав Фрунзенского района Ярославля. Суздалка включает микрорайоны с многоэтажками и кварталы с частной застройкой.

## История
В начале XX века «Суздолкой» называли посёлок рабочих железнодорожных мастерских рядом со станцией Ярославль-Московский у начала Суздальского шоссе. Во второй половине 1930-х посёлок переименован в посёлок Кагановича, после 1950-х — в посёлок Железнодорожников. Но в народе посёлок продолжали называть попросту Суздалкой — в честь старинной дороги на Суздаль, существовавшей со времён средневековья. В 1937 году в километре южнее посёлка Кагановича возник новый Суздальский посёлок, а в 1940 году он был включён в черту города.
В 1970—1980-е годы к западу и югу от Суздальского посёлка были возведены пять микрорайонов жилого района Новосёлки, застроенных 5-10-этажными домами. За этими микрорайонами также закрепилось разговорное название «Суздалка».

## Инфраструктура
В Суздалке две больницы: Больница № 8 и Железнодорожная больница, также одна взрослая и детская поликлиника. Несколько школ (6, 14, 18, 28, 35, 66, 68) и одна гимназия. В Суздалке находится IV корпус ЯрГУ, в котором располагаются Факультет психологии и Факультет биологии и экологии, и IX корпус — Университетский колледж.
В районе также расположен спортивный комплекс «Локомотив».
Крупнейшее предприятие района — завод «ТИИР».

## Список улиц
- Транспортные магистрали: Суздальское шоссе, улица Ньютона, улица Калинина, улица Гоголя
- В районе многоэтажной застройки: улица Ньютона, улица Доронина, проезд Матросова, проезд Ушакова, улица Слепнёва
- В частном секторе: Суздальская улица, 1-й переулок Достоевского, 2-й переулок Достоевского, улица Льва Толстого, улица Герцена, улица Достоевского, улица Ломоносова, улица Писемского, улица Гончарова, улица Короленко, улица Крылова, улица Щорса, Родниковая улица, улица Штрауса, улица Багрицкого, 1-й переулок Слепнёва, 2-й переулок Слепнёва, улица Нестерова, улица Леваневского, переулок Леваневского

## Общественный транспорт
По Суздальскому шоссе ходят автобусы (№ 8 — в сторону Ярославля-Главного и Брагино (до 2005 года № 20); № 13 — до Богоявленской площади, №62 — до 15 МКР, №66 — до НЗКИ) и маршрутные такси (№ 94 — на Пятерку).